# Gothic Peak
Gothic Peak är en bergstopp i Antarktis. Den ligger i Östantarktis. Nya Zeeland gör anspråk på området. Toppen på Gothic Peak är 2 300 meter över havet, eller 526 meter över den omgivande terrängen. Bredden vid basen är 4,3 km.
Terrängen runt Gothic Peak är huvudsakligen kuperad. Trakten är obefolkad. Det finns inga samhällen i närheten. 